# Ferula loscosii
Ferula loscosii es una hierba perenne, perteneciente a la familia de las apiáceas.

## Descripción
Es una hierba perenne, con restos fibrosos en la base. Tallos de 40-100(130) cm de altura, erectos, estriados. Hojas 5-6 pinnatisectas; las basales de 40-50 cm, ligeramente crasas, glabras; las caulinares muy reducidas y esparcidas, a veces inexistentes, con divisiones de último orden de (0,25)0,5-2(4) × (0,25)0,4-0,7(1) mm, lineares. Umbelas terminales sostenidas por pedúnculos de (8)22-64(130) mm, con (5)7- 14(20) radios de (20)37-66(90) mm; umbelas laterales, normalmente, sobre pedúnculos tan largos como los de las de primer orden –en ocasiones faltan–, con radios de (12)16-27(35) mm. Brácteas inexistentes. Bractéolas prontamente caedizas. Frutos comprimidos, pero mericarpos con el dorso ± convexo; éstos de (6)8-11(12) × 4-6(7) mm, oblongos, con las costillas dorsales ± gruesas, las comisurales prolongadas en ala de (0,25)0,5-1 mm de anchura; vitas incluidas en el mesocarpo, 8-12(16) valeculares y 8-10(12) comisurales.

## Distribución y hábitat
Se encuentra en los pastos terofíticos de carácter estépico y matorrales, en substrato calcáreo-arcilloso y también yesífero; a una altitud de 100-500(840) metros, en las zonas semiáridas de la península ibérica —principalmente en la depresión del Ebro—, también en el S de Madrid, Córdoba y Cuenca.

## Taxonomía
Ferula loscosii fue descrita por (Lange) Willk. y publicado en Ind. Sem. Hort. Prag. en 1882.
Citología
Números cromosomáticos de Ferula loscosii (Lange) Willk.: 2n=22
Sinonimia
Elaeoselinum loscosii Lange in Willk. & Lange